# Jérôme Lôthelier
Jérôme Lôthelier, né à Colombes le 2 février 1978, est un illustrateur et auteur de bande dessinée français.

## Biographie
Grand lecteur d' Astérix et de mangas, il se tourne vers le dessin à l'adolescence, collaborant alors au magazine Moto-Revue. Il obtient un baccalauréat F12[Quoi ?] en 1996, puis étudie à l'ENSI[Quoi ?] d'Angoulême en section bande dessinée, dont il sort diplômé en 1999. Auteur adhérent et actif dans les associations Coconino World et Café Creed, il vit et travaille à Angoulême.

## Publications

### Albums
- La dynastie Monkyz, Jérôme Lôthelier / Tib-Gordon / Tristoon (scénario, dessin), Little Big Bang t.1, Paquet, 2003.
- Wolfi zone, Jérôme Lôthelier / Tib-Gordon / Tristoon (scénario, dessin), Little Big Bang t.2, Paquet, 2005.
- Little Big Bang, Jérôme Lôthelier / Tib-Gordon / Tristoon (scénario, dessin), Intégrale (t.1, t.2, t.3), Paquet, 2010[1].
- Le dragon céleste, Jérôme Lôthelier / Afif Khaled (dessin), Sébastien Latour (scénario), Spyder t.2, Delcourt, 2011.
- Jack Black, Jérôme Lôthelier / Afif Khaled (dessin), Ange (scénario), Soleil, 2012.
- Connexion, Jérôme Lôthelier / Afif Khaled (dessin), Benjamin Ferré / Florent Bonnin (scénario), Illimité t.1, Soleil, 2012.
- La nuit des étoiles filantes, Jérôme Lôthelier / Afif Khaled (dessin), Benjamin Ferré / Florent Bonnin (scénario), Illimité t.2, Soleil, 2013.

### Récits courts
- Fidélio, (3 épisodes), Yohan Radomski (scénario), Coconino World, 1998.
- Le bain de l'espace, Choco Creed no 1, janvier 2002.
- Tamer béton, Coconino World, 2002.
- Vulcanus, Tib-Gordon (dessin, scénario), Coconino World, 2002.
- Un sujet effrayant, Choco Creed no 2, janvier 2003.
- Pur coton, Choco Creed no 3, janvier 2004.
- Grobillus, Tib-Gordon (dessin, scénario), Journal de Spirou no 3411 et no 3422, 2004.
- Le petit loup, Choco Creed no 4, janvier 2005.
- L'Arbre des Ancêtres, David Bénito (scénario), Choco Creed no 6, janvier 2007.

### Illustrations
- Zone Rouge, Serge Séguret (roman), Éditions Larivière (Moto Revue), 1996.
- Elle me connait par cœur, Coconino World, 2002.
- Le Crâne Préhistorique, Sylvie Gibert (roman), Milan Presse (Les Aventuriers), no 51 juin 2002.
- Le Baiser du Chtaar, Jean-Louis Fonteneau (roman), Milan Presse (ToutàLire), no 8 mai 2003.
- La Fille aux Crocodiles, Stéphane Frattini (roman), Milan Presse (ToutàLire), 2004.
- Studio Cinéma, Agnès Bardon (roman), Milan Presse (Zaza Mimosa), no 9 septembre 2005.